# Léonice Huet
Léonice Huet, née le 21 mai 2000 à Dieppe, est une joueuse française de badminton. 

## Biographie
Léonice Huet naît 21 mai 2000 à Dieppe. Dans sa jeunesse, elle pratique le volley-ball et l'équitation avant de découvrir le badminton à l'âge de 10 ans au club de Bonneval,. 
À 12 ans, elle est championne benjamine d'Eure-et-Loir et cumule de nombreux points dans les championnats régionaux. Elle intègre le pôle espoir de Bourges et remporte en 2015 la médaille de bronze lors du tournoi des 8 nations U15 avec l'Équipe de France. L'année suivante, elle intègre le pôle France à la rentrée 2016 à l'âge de 16 ans,.

### Carrière pro
En 2018, elle est sacrée championne de France de badminton à Voiron, en simple en s'imposant face à Katia Normand et en double femmes avec sa partenaire Vimala Hériau en s'imposant face à Verlaine Faulmann et Margot Lambert.
Elle est médaillée d'argent par équipe aux Jeux olympiques de la jeunesse de 2018 à Buenos Aires.
En 2024, six ans après son premier sacre, elle remporte de nouveau les championnats de France de badminton en simple dames,. En avril, elle perd en quart de finale des championnats d'Europe, cédant la place qualificative aux Jeux olympiques d'été de 2024 à Qi Xuefei.